# Leptodesmus infaustus
Leptodesmus infaustus är en mångfotingart som beskrevs av Henri W. Brölemann 1901. Leptodesmus infaustus ingår i släktet Leptodesmus och familjen Chelodesmidae. Inga underarter finns listade i Catalogue of Life.